# Croix de cimetière de Butot
La croix de cimetière de Butot est un monument situé à Butot, en Normandie.

## Localisation
La croix est située dans le cimetière du village.

## Historique
La croix est datée par une inscription de 1560.
Le monument est classé comme monument historique depuis le 8 décembre 1913.

## Description
La croix, haute de 5 m et en grès, possède une base octogonale. Elle comporte des motifs végétaux et religieux ; en particulier des têtes humaines, une représentation d'évêque bénissant, les différents instruments de la passion du Christ et des fleurs de lis.